# Медведка (приток Званы)
Медве́дка — река в России, протекает на территории Любегощинского и Ёгонского сельских поселений Весьегонского района Тверской области России, правый приток Званы.
Начинается около деревни Мякишево, течёт на северо-восток к расположенной на правом берегу деревне Тиманское, оставляя слева на расстоянии около километра деревни Метлино, Кузимищево, Филипцево, далее по ненаселённой местности и впадает в Звану в 8,8 км от устья. Длина реки составляет 13 км.
Имеет левые притоки — ручей Чудиновский, который начинается у деревни Улитино и протекает между деревнями Метлино и Кузьмищево; и ручей Егница, который течёт от деревни Макарово в окружении мелиоративных канав и впадает в Медведку недалеко от устья.

## Данные водного реестра
По данным государственного водного реестра России относится к Верхневолжскому бассейновому округу, водохозяйственный участок реки — Рыбинское водохранилище до Рыбинского гидроузла и впадающие в него реки, без рек Молога, Суда и Шексна от истока до Шекснинского гидроузла, речной подбассейн реки — Реки бассейна Рыбинского водохранилища. Речной бассейн реки — (Верхняя) Волга до Куйбышевского водохранилища (без бассейна Оки).
Код объекта в государственном водном реестре — 08010200412110000005214.